# Veiga (Galiza)

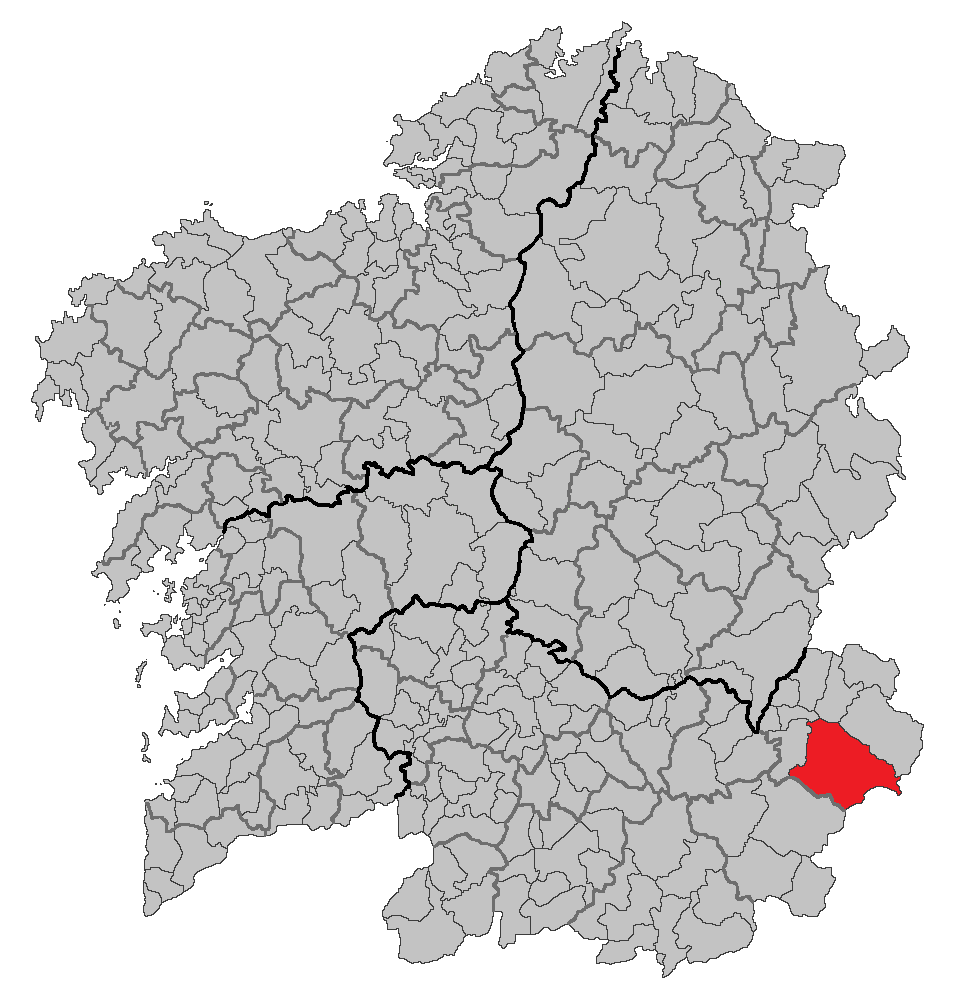
Localização de A Veiga

A Veiga (em galego e oficialmente, A Veiga; e em castelhano, La Vega) é um município da Espanha na província 
de Ourense, 
comunidade autónoma da Galiza, de área 290,49 km² com 
população de 1204 habitantes (2007) e densidade populacional de 4,53 hab/km².

## Demografia
| Variação demográfica do município entre 1991 e 2004 | Variação demográfica do município entre 1991 e 2004 | Variação demográfica do município entre 1991 e 2004 | Variação demográfica do município entre 1991 e 2004 |
| --------------------------------------------------- | --------------------------------------------------- | --------------------------------------------------- | --------------------------------------------------- |
| 1991                                                | 1996                                                | 2001                                                | 2004                                                |
| 1748                                                | 1538                                                | 1367                                                | 1318                                                |